# Александро-Волково
Александро-Волково (укр. Олександро-Вовкове) — село, относится к Ширяевскому району Одесской области Украины.
Население по переписи 2001 года составляло 45 человек. Почтовый индекс — 66841. Телефонный код — 4858. Занимает площадь 0,4 км². Код КОАТУУ — 5125484704.

## Местный совет
66841, Одесская обл., Ширяевский р-н, с. Осиновка, ул. Школьная, 11